# سیلویا تاگلیاکارنه
سیلویا تاگلیاکارنه (انگلیسی: Silvia Tagliacarne؛ زادهٔ ۸ اوت ۱۹۷۵) بازیکن فوتبال اهل ایتالیا است.
وی همچنین در تیم ملی فوتبال زنان ایتالیا بازی کرده‌است.